# 上庄镇 (石家庄市)
上庄镇，是中华人民共和国河北省石家庄市鹿泉区下辖的一个乡镇级行政单位。

## 行政区划
上庄镇下辖以下地区：
大车行村、上庄村、台头村、大宋楼村、小宋楼村、南庄村、辛庄村、大王庙村、王庄村、谷庄村、洞沟村、小李庄村、庄窝村、小车行村、韩庄村和钟庄村。